# 汉朝军制
汉承秦制，汉朝军制接近于秦朝。汉军分为中央军和地方部队，中央军分为北军和南军。

## 中央
北军是汉军的精锐部队，长官是中垒校尉（东汉为北军中候），其下是屯骑校尉掌骑士，步兵校尉掌上林苑门屯兵，越骑校尉掌越骑，长水校尉掌长水宣曲胡骑。北军士兵又称屯兵。
南军为守卫皇宫的部队，长官为卫尉，其下主兵的有南宫卫士令北宫卫士令左右都候等，另有宫掖门司马七人主管宫门守卫。南军士兵又称卫士。
首都长安另有守城部队由城门校尉统领。长安还有非正规军：执金吾率领的缇骑，负责治安。虎贲中郎将下辖左右仆射、左右陛长率领虎贲郎，羽林中郎将下辖羽林监，和骑都尉一起统领羽林骑，虎贲和羽林都是皇帝的卫队。光祿勳（郎中令）下辖五官左右三个中郎将管理三署郎，三署郎在汉初曾组成郎中骑是主力的骑兵部队，但后来三署郎成为仪仗队和候补官员的训练班。

## 地方
地方部队，各郡由都尉率领，边郡的边防军由长史率领，各王国由中尉率领，县和侯国由尉率领，边县另有障塞尉。
战争期间派出由将军率领的临时编组的作战部队。将军下有长史、司马辅助，部队分若干部，部由部校尉和军司马率领，部下设曲，曲由军候率领，曲下有屯设屯长。

## 徵兵
漢朝男子如果在地方服兵役，則為材官骑士。騎士遴選的條件是身手敏捷，具有一定的經濟實力；材官遴選的条件是只需身手敏捷，沒有家庭財產的限制。材官骑士一般服役2年，其中一年在地方服役，在地方服役時又稱為“常兵”或“郡国兵”，一年到京师服役，則称為“卫士”。漢光武帝建武七年(公元31年)三月，材官骑士被廢除。
漢朝男子如果在邊疆服兵役，則稱為正卒，只需服役1年。